# Olivier Français

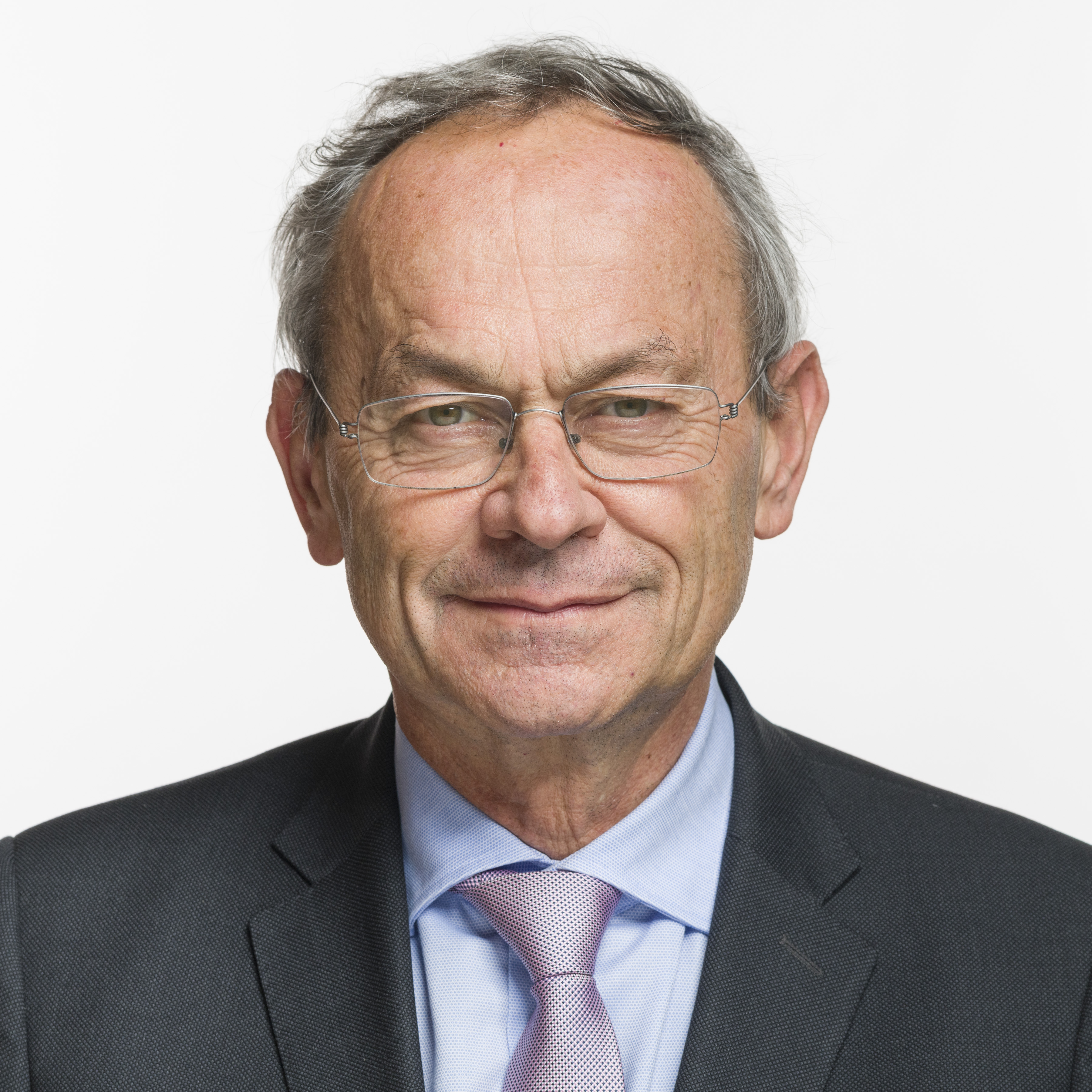
Olivier Français (2019)

Olivier Français (* 1. Oktober 1955 in Metz, Frankreich; heimatberechtigt in Lausanne) ist ein Schweizer Politiker (FDP). Er gehört seit 2015 dem Ständerat an.
Français war von 1994 bis 2000 in der Legislative der Stadt Lausanne (Conseil comunal) tätig und von 2000 bis 2016 in der Exekutive (Municipalité). Dort leitete er die Direktion für Bauleistungen als Mitglied der Liste Lausannensemble, eines Zusammenschlusses von FDP und CVP. Daneben war er von 1998 bis 2007 im Kantonsparlament des Kantons Waadt. Ab den Wahlen 2007 war er im Nationalrat und dort Mitglied der Geschäftsprüfungskommission und der Kommission für öffentliche Bauten. In den Wahlen 2015 wurde er im zweiten Wahlgang gegen den Bisherigen Luc Recordon (Grüne) in den Ständerat gewählt. An den Wahlen 2019 wurde er bestätigt. Zudem war er von 2020 bis 2023 Mitglied der Schweizer Delegation in der Parlamentarischen Versammlung des Europarates. Für die Wahlen 2023 hat er nicht mehr kandidiert.
Olivier Français lebt in Lausanne, ist verheiratet und hat drei Kinder. Bis zu seiner Einbürgerung war er französischer Staatsbürger.